# Mario Almondo
Mario Almondo, född 17 september 1964 i Turin, är en italiensk ingenjör och chef på Ferrari.

## Karriär
Almondo anslöt till Ferraris verksamhet i slutet av 1991 som ingenjör inom den mekaniska teknikavdelningen. Under sina första två år hade han ansvar för komponentbearbetning, montering, gjutning och motorprovbänkar.
Mellan 1993 och 1994 tog Almondo över ansvaret först för organisationen inom personbilsdivisionen och därefter inom motorsportsdivisionen, där han slutligen blev personalchef. År 1995 utnämndes han till industriell direktör och operativ chef ("Chief of Operations") med övergripande ansvar för kvalitet, industriell produktion av kompositer och mekaniska komponenter, upphandling samt IT-verksamhet. År 1996 axlade han under en kort period även ansvaret som personal- och organisationschef vid Ferrari.
I oktober 2006 utsågs han till teknisk direktör för Formel 1-teamet, efter att Ross Brawn drog sig tillbaka som teknisk chef. Utnämningen mötte viss uppmärksamhet eftersom Almondo tidigare inte varit aktiv vid tävlingarna. Till skillnad från Brawn tog Almondo inte hand om banverksamhet, vilket istället överläts till Luca Baldisserri, som utsågs till chef för banverksamheten ("Head of Track Operations") under Almondos tekniska ledning.